# Bärenmakak

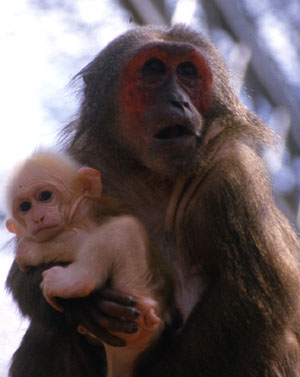
Mutter mit Jungtier

Der Bären- oder Stummelschwanzmakak (Macaca arctoides) ist eine Primatenart aus der Gattung der Makaken innerhalb der Familie der Meerkatzenverwandten (Cercopithecidae).

## Merkmale
Bärenmakaken sind nach ihrem stämmigen Körperbau und dem kurzen Stummelschwanz benannt, was an Bären erinnert. Ihr Fell ist lang, zottelig und dunkelbraun gefärbt. Auffallend ist das unbehaarte, rötliche Gesicht, das sich mit zunehmendem Alter auch braun oder schwarz verfärben kann. Männchen sind deutlich größer und schwerer als Weibchen, sie erreichen eine Kopfrumpflänge von 52 bis 65 Zentimeter und ein Gewicht von 9,9 bis 10,2 Kilogramm. Weibchen hingegen werden 49 bis 59 Zentimeter lang und wiegen 7,5 bis 9,1 Kilogramm. Der Schwanz ist bei beiden Geschlechtern nur ein Stummel mit 3 bis 7 Zentimetern Länge.

## Verbreitung und Lebensraum
Bärenmakaken leben in Südostasien, ihr Verbreitungsgebiet erstreckt sich vom östlichen Indien und dem südlichen China bis nach Thailand, Vietnam und auf die Malaiische Halbinsel. Ihr Lebensraum sind Wälder, sowohl im Flachland als auch im Gebirge bis in 2500 Meter Höhe.

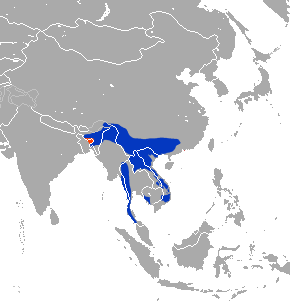
Verbreitungskarte des Bärenmakaks

## Lebensweise
Diese Tiere sind tagaktiv, sie halten sich vorwiegend am Boden auf. Zum Schlafen und manchmal zur Nahrungssuche begeben sie sich auf Bäume, sie gelten aber als nicht sehr geschickte Kletterer. Sie leben in Gruppen von 25 bis 30 Tieren, die sich aus mehreren Männchen und Weibchen zusammensetzen. Beide Geschlechter entwickeln innerhalb ihrer Gruppe eine Rangordnung.
Bärenmakaken sind Allesfresser, Früchte machen aber den Schwerpunkt ihrer Nahrung aus. Darüber hinaus nehmen sie auch Blätter und anderes pflanzliches Material, aber auch Insekten, Krabben, Vogeleier und kleine Wirbeltiere zu sich.

## Fortpflanzung
Die Paarung erfolgt meist im Oktober oder November, nach einer rund sechsmonatigen Tragzeit bringt das Weibchen in der Regel ein einzelnes Jungtier zur Welt. Neugeborene Bärenmakaken sind im Gegensatz zu anderen Makakenarten weiß gefärbt. Nach ungefähr neun Monaten wird das Junge entwöhnt. Die Geschlechtsreife tritt mit rund vier Jahren ein, die Lebenserwartung beträgt bis zu 30 Jahre.

## Bärenmakaken und Menschen
Bärenmakaken neigen ebenso wie Menschen dazu, mit fortschreitendem Alter die Haare auf dem Kopf zu verlieren. Das Muster, mit dem die Glatzenbildung fortschreitet, entspricht weitgehend dem der Menschenmänner, betrifft bei Bärenmakaken aber beide Geschlechter. Minoxidil, ein Arzneistoff, der gegen Haarverlust wirkt, wurde darum zunächst in Tierversuchen an diesen Tieren getestet.
Im Gegensatz zu einigen anderen Makakenarten meiden Bärenmakaken die Nähe des Menschen. Hauptgefährdung ist die Zerstörung ihres Lebensraums, von der IUCN wird die Art seit 1996 als gefährdet („vulnerable“) gelistet.